# مناورات خالد بن الوليد
مناورات خالد بن الوليد أو (بالإنجليزية: Khalid Ibn Al Walid Maneuvers)‏ هي مناورات عسكرية مشتركة تقام في دولة البحرين بين كل من مصر والبحرين.

## هدف المناورات
تهدف المناورات إلى نقل وتبادل الخبرات وتعزيز أوجه التعاون العسكري بين البلدين المشتركين وصقل مهارات العناصر المشاركة وقدرتها على تنفيذ مختلف المهام وصولاً إلى أعلى معدلات الكفاءة والإستعداد القتالي العالي.

## فعاليات المناورات
تتضمن فعاليات المناورات تنفيذ العديد من الانشطة التي تشمل أعمال مقاومة الإرهاب وتحرير الرهائن واقتحام الطائرات ووسائل المواصلات المختطفة باستخدام أساليب الاقتراب الحذر لتحرير المحتجزين والتصدي للعدائيات المختلفة، والتدريب علي المهارات الخاصة بالاشتباك الحر والدفاع عن النفس وفنون القتال المتلاحم والتعامل مع العبوات الناسفة ودوائر النسف والتدمير.
وتنفيذ العديد من الرمايات بالذخيرة الحية علي الأهداف النمطية وغير النمطية من مختلف اوضاع الرمي اظهرت مهارة الأفراد وقدرتهم العالية علي العمل الجماعى تحت مختلف الظروف.

## المناورات المنفذة

### خالد بن الوليد 1
أقيمت مناورات خالد بن الوليد لأول مرة يوم الثلاثاء الموافق 27 مايو 2014 في دولة البحرين.